# Otto Rahn
Pour les articles homonymes, voir Rahn.
Otto Rahn (1904-1939), est écrivain et archéologue autodidacte allemand, officier de la SS. Il est l'auteur de deux ouvrages consacrés à la légende du Graal et à la croisade contre les Albigeois, Croisade contre le Graal (1933) et La Cour de Lucifer (1937). Les circonstances de son œuvre comme de sa mort font l'objet de révisions récentes et de nombreuses controverses, certains ont transformé la vie d'Otto Rahn en un mythe contemporain.

## Biographie

### Enfance et études
Otto Rahn est né en 1904 à Michelstadt dans l'arrondissement d'Odenwald (Hesse), fils aîné d'un juriste allemand, Karl Rahn (1875-1959), et de sa femme, d'origine juive, Clara Margareth (née Hamburger) (1881-1971). Au regard des lois de Nuremberg, il était donc considéré comme "mischling" c'est-à-dire Juif issu d'une union "mixte", ce qui lui a rendu impossible de produire un certificat d'aryanité exigé pour demeurer dans la SS.
En 1910, les Rahn s'installent dans la ville de Bingen am Rhein dont le jeune Otto fréquente le Gymnasium jusqu'à l'éclatement de la Première Guerre mondiale. Otto Rahn se passionne pour les mythes et épopées germaniques, comme celle de Siegfried « le tueur de dragons ». Il s'éloigne également du christianisme dans lequel il est élevé, et se rapproche des traditions païennes, ce qui lui vaudra de dire plus tard : « Mes ancêtres étaient païens et mes aïeux hérétiques ».
Il poursuit ses études à Giessen et y décroche son Abitur (le baccalauréat allemand) en 1922. C'est là que naît, sous la conduite de Freiherr von Gall, son professeur de religion, sa fascination pour les cathares. Il s'intéresse aussi aux troubadours, aux trouvères, tel Guiot de Provins, mais également aux Minnesänger, tel Wolfram von Eschenbach.
Rahn suit alors des études de droit, d'abord à Giessen, puis à l'université de Fribourg-en-Brisgau et enfin à l'université de Heidelberg. Durant ces années, il se met à fréquenter le cercle constitué autour du poète Stefan George, et notamment son professeur d'histoire littéraire, Friedrich Gundolf.
En 1925, il interrompt ses études pour travailler comme voyageur représentant placier pour divers éditeurs. Il garde néanmoins des contacts avec son cercle littéraire et, en 1928, complète ses études universitaires en littérature et philologie. Il fait alors la connaissance du poète et écrivain Albert H. Rausch,.
Dans les années 30, Otto Rahn effectue de longs voyages à travers l'Europe, ce qu'il décrit dans son livre La cour de Lucifer, récit de voyage dans le sud de la France essentiellement.
Rahn a mené plusieurs expéditions en Ariège où il espérait prouver la véracité historique de la légende de Parzival de Wolfram von Eschenbach, trouver le Graal qu'il croyait être un symbole païen, confirmer que le Montsalvat de la légende est le château de Montségur. Il y rencontra, entre autres, Antonin Gadal, Maurice Magre, Déodat Roché et la comtesse de Pujol-Murat. C'est à Ussat les Bains qu'Otto Rahn lie une forte amitié avec Antonin Gadal qui lui présenta ses travaux tant d'archéologie que ses papiers de recherche, dont Rahn tirera son premier livre Croisade contre le Graal.
« La thèse d'Otto Rahn consistait pour l'essentiel à assimiler le château de Montségur à Montsalvage, le légendaire château du Graal, pour des raisons étymologiques. »
— René Nelli, préface de Croisade contre le Graal
Un des problèmes posés par ces longs séjours dans le Sud de la France repose sur ses sources de financement, ce qui conduit à l'hypothèse selon laquelle Otto Rahn était déjà financé à l'époque par des fonds nazis.

### Dans la SS
Malgré l'insuccès de son premier ouvrage, il attire l'attention de Heinrich Himmler, qui s'intéresse aux thèmes ésotériques ; au point qu'Himmler offre La Cour de Lucifer à Hitler pour son anniversaire, le 20 avril 1937. Il aborde d'ailleurs sur la fin de ce livre des thématiques typiquement nordiques et se détachant très nettement de la recherche du Graal en se référant à l'Edda et en citant les noms de divinités de la mythologie scandinave comme Odin, Balder, Thor, Hel et Widar. Il évoque également la source d'Urd, Yggdrasil et le Ragnarök. Il justifie également le sacrifice rituel qui est, selon lui, un acte désintéressé permettant de s'intégrer à la communauté cosmique.
Rahn entre dans la Schutzstaffel (SS) comme archéologue en 1935 pour pouvoir effectuer ses recherches sur le catharisme. Incorporé à l'état-major de Himmler, il y rencontre Karl Wolff et entretient des relations avec le mystérieux Karl Maria Wiligut, surnommé « le Raspoutine de Himmler ». Sa progression rapide dans la hiérarchie SS l'amène au grade de Obersturmführer.

### Controverses sur la mort d'Otto Rahn
Sa mort fut sujette à différentes conjectures. Ainsi, Gérard de Sède dans son livre Le trésor Cathare diffuse des rumeurs sur sa décapitation dans un camp de concentration alors que Saint-Loup (nom de plume du Waffen SS français Marc Augier), dans son roman Nouveaux cathares pour Montségur, explore une autre hypothèse à la suite d'une enquête effectuée auprès des autorités de la République fédérale de Bonn grâce à laquelle des papiers laissés par Alfred Rosenberg indiquant une autre explication de la mort de Rahn furent découverts : il se serait donné la mort en absorbant une dose de cyanure au sommet d'une montagne de Kufstein, pour des raisons politico-mystiques et intimes non précisées. Son corps aurait été retrouvé congelé, le 13 mars 1939, sur le glacier du massif de l'Empereur. Saint-Loup a supposé qu'Otto Rahn, qui était pacifiste, ne pouvait pas soutenir les ambitions guerrières du IIIe Reich. Il suivit alors la coutume cathare de l'Endura, un suicide rituel.
« Otto Rahn critique âprement le dessein du führer. Pour lui Hitler se laisse acculer à une aventure de caractère napoléonien. La conquête des espaces de l'Est — la terre donc la matière — représente le choix du dieu mauvais contre le dieu bon. »

Saint-Loup, Nouveaux cathares pour Montségur
Certains ont rattaché sa mort à son homosexualité supposée (qui n'a en fait aucune preuve).
Toutefois, dans son étude biographique sur Otto Rahn, Christian Bernadac défend l'hypothèse qu'Otto Rahn n'aurait pas été radié de la SS pour son homosexualité mais pour sa judaïté. S'appuyant sur des documents incontestables reproduits dans son livre, Christian Bernadac démontre que c'est la découverte de ses origines juives en ligne directe par sa mère et son incapacité à établir un "certificat d'aryanité" qui devait le pousser à demander sa démission de la SS. Sa mort suivit peu après. Mais Bernadac soutient l'hypothèse hardie que cette mort serait un simulacre et que Otto Rahn ne serait pas mort mais aurait continué sa carrière au service du IIIe Reich, sous le nom de Rudolf Rahn, qui ne ferait qu'un seul personnage avec Otto Rahn. En fait, Otto Rahn a été « suicidé » sur ordre d'Hitler en 1939 au Wilder Kaiser. Rudolf Rahn étant son frère cadet et ne doit pas être confondu avec Rudolf Rahn diplomate allemand de la république de Weimar et du IIIe Reich. Au moment de sa mort, Otto Rahn était fiancé à Asta Bach (née Holtz).

## Postérité
Otto Rahn est considéré à tort par un documentariste comme l'une des sources d'inspiration de l'intrigue des premier et troisième films de la série Indiana Jones de Steven Spielberg. Il s'agit d'une confusion née du fait que l'organisation culturelle de Himmler Ahnenerbe a entrepris toutes sortes d'expéditions à caractère archéologique dans un but de récréer la mythologie nazie. Les recherches de Rahn portent sur le Languedoc et non sur le Proche-Orient comme c'est le cas dans le film de Spielberg.
Le personnage figure également dans le complot imaginé par Philip Kerr dans le deuxième tome de sa Trilogie berlinoise. Il est aussi l'un des personnages du premier tome de la série de bande dessinée Le Grand Jeu.

## Œuvres
- Otto Rahn, Croisade contre le Graal (Kreuzzug gegen den Gral, die Geschichte der Albigenser, 1933), préfacé par René Nelli, Éd. Philippe Schrauben, 1985.
- Otto Rahn, La Cour de Lucifer (Luzifers Hofgesind, eine Reise zu den guten Geistern Europas, 1937).

## Films
- The Secret Glory, reportage de Richard Stanley